# 清水寺 (大阪市)
清水寺（きよみずでら）は、大阪市天王寺区にある和宗の寺院。山号は有栖山。本尊は十一面千手観世音菩薩。和宗総本山四天王寺の支院。正式名は有栖山清光院清水寺（ありすさん せいこういん きよみずでら）であるが、宗教法人としては清光院で登録されている。新西国三十三箇所客番札所。

## 歴史
当寺の詳しい創建の時期や事情については判然としないが、もとは有栖寺（うすじ）と称していたようである。
寛永17年（1640年）に観世音菩薩の御告げを受けた延海大阿闍梨により、京都の清水寺を模して舞台造の本堂が建立されると、次いで本尊として京都の清水寺から聖徳太子の作という伝承をもつ千手観音像を迎えて安置し、当寺は中興された。
当寺は享保年間（1716 - 1736年）には新清水寺と呼ばれるようになった。
当寺の境内は北・西・南の三方が崖になっており、往時は大坂の街や大阪湾を見渡す眺望の地であった。現在は西側の崖に「清水寺舞台」と称するテラスがあり、京都の清水寺を彷彿とさせるが、現在はテラスだけで堂はない。
大阪市内唯一の天然の滝とされる「玉出の滝」（たまでのたき）がある。

## 境内

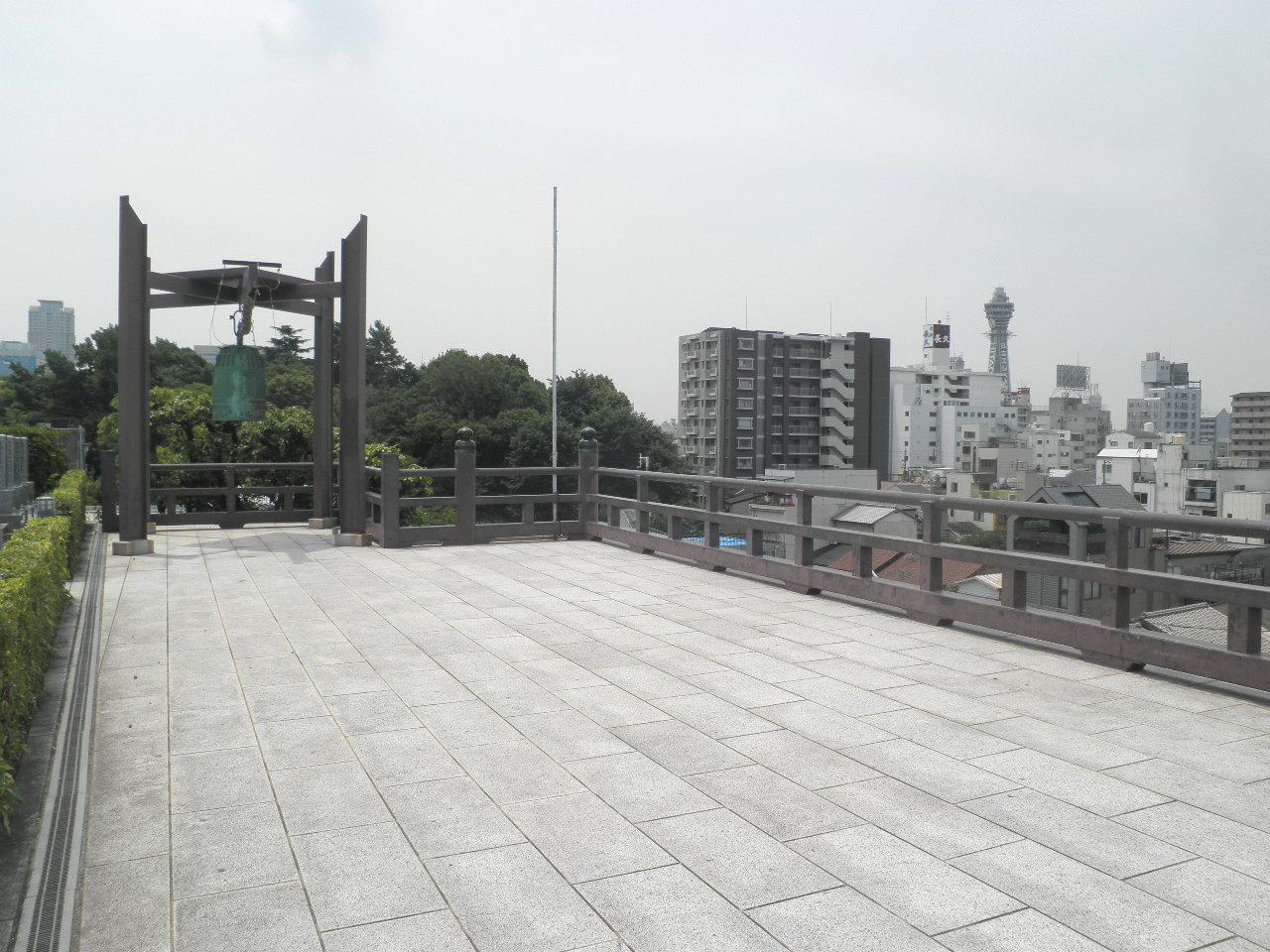
清水寺舞台から通天閣を望む

- 仮本堂 - 庫裏・納経所の2階が仮本堂となっており、堂内には本尊として十一面千手観世音菩薩、脇侍として阿弥陀如来像と勢至菩薩像を安置する[3]。また、両界曼荼羅を奉安する。なお、以前の本堂は高台上にあったが、地盤沈下と老朽化で撤去された。
  - 風天像 - 風天は仏法を守護する十二天のうちの一つである。風天は風気を司るとされ、悪気魔風を退散させて、衆生の身体に障りの無いように加護するとされている。そのため、船員・漁師・建築関係者・農家などの信仰を集めている。一般の家庭でも、風邪除（かぜよけ）を願い、また、感冒に罹患（りかん）した人々の信仰を集めている。
- 庫裏・納経所
- 護摩堂
- 玉出の滝（たまでのたき） - 境内南側の谷には大阪市内唯一の天然の滝とされる「玉出の滝」がある。四天王寺金堂の地下にあると伝えられる青龍池から流れ出ているとされている白石玉出の霊水が300メートル離れた地下を流れて滝になっているという。聖徳太子御本願縁起に「青龍恒守護麗水東流号日白玉出水以慈悲心飲之為法楽」とあり、霊験があるとされていた。水量はわずかである。滝の奥にある石窟に石像の不動明王・八大竜王神などを祀り、滝行場となっている。時折、滝に打たれて行を行う人が見受けられる[3]。石窟に安置している不動明王は観世音菩薩の化身とされる。なお、現在では、滝の水は衛生上の観点から飲用不可となっている。
- 十三重石塔 - 鎌倉時代建立。
- 地蔵堂
- 納骨堂
- 清水寺舞台 - 京都の清水寺の舞台を模したもの。
- 平和の鐘 - 舞台の端に吊るされている。
- 地蔵菩薩像 - 境内墓地のはずれに安置。昔、毎夜、池の上に浮かび上がる霊木があり、その霊木から赤子の泣き声が聞こえるので、ある人が不思議に思い、これこそ衆生を加護するために出世した地蔵菩薩であるとして、その霊木に地蔵菩薩像を刻み、現在地に安置したと伝えられている。五疾平癒・除災招福の誓願があり、子供守護の利益があるとされ、信仰を集めている。
- 山門

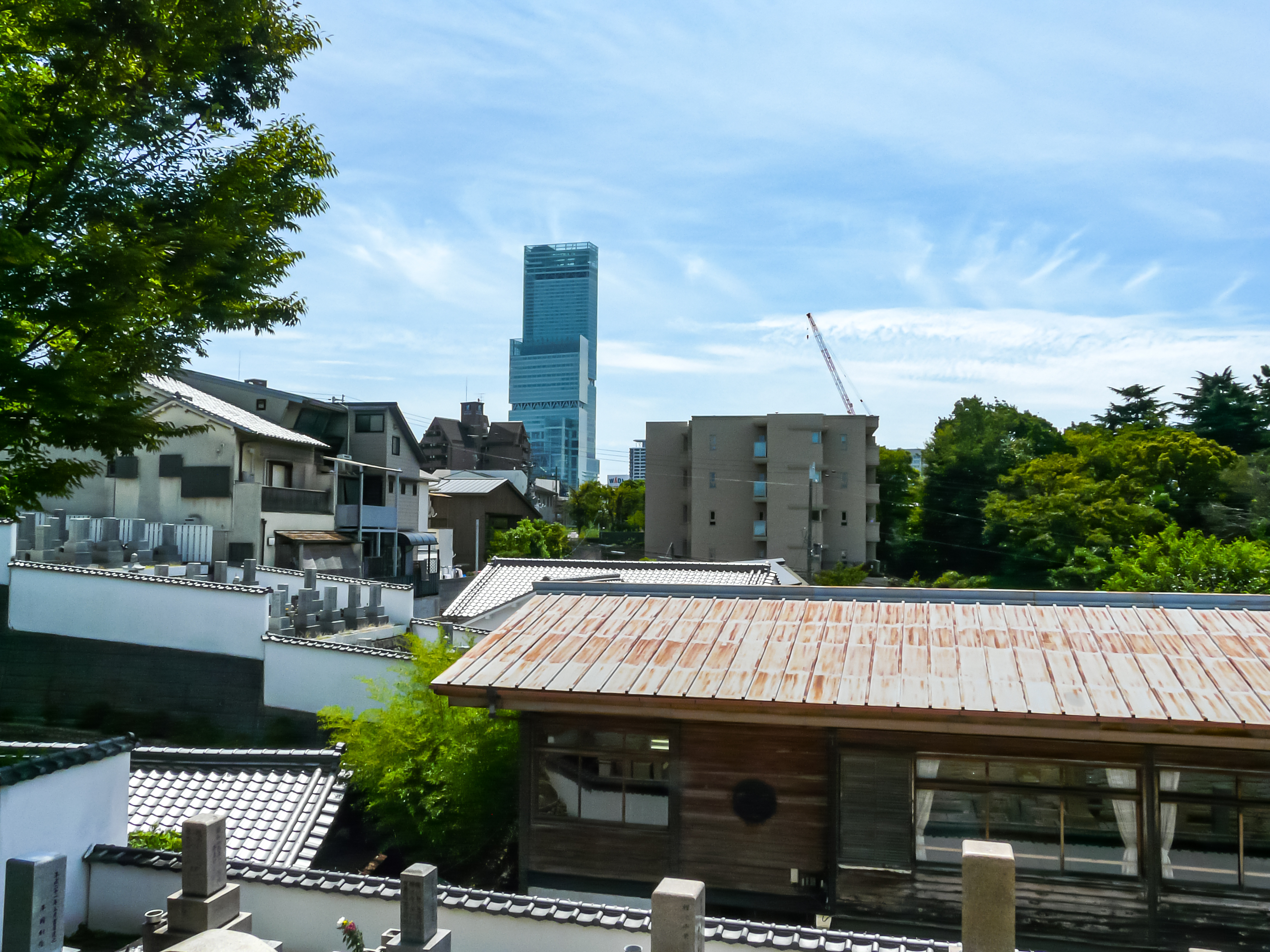
仮本堂（右下方）、遠景にあべのハルカス
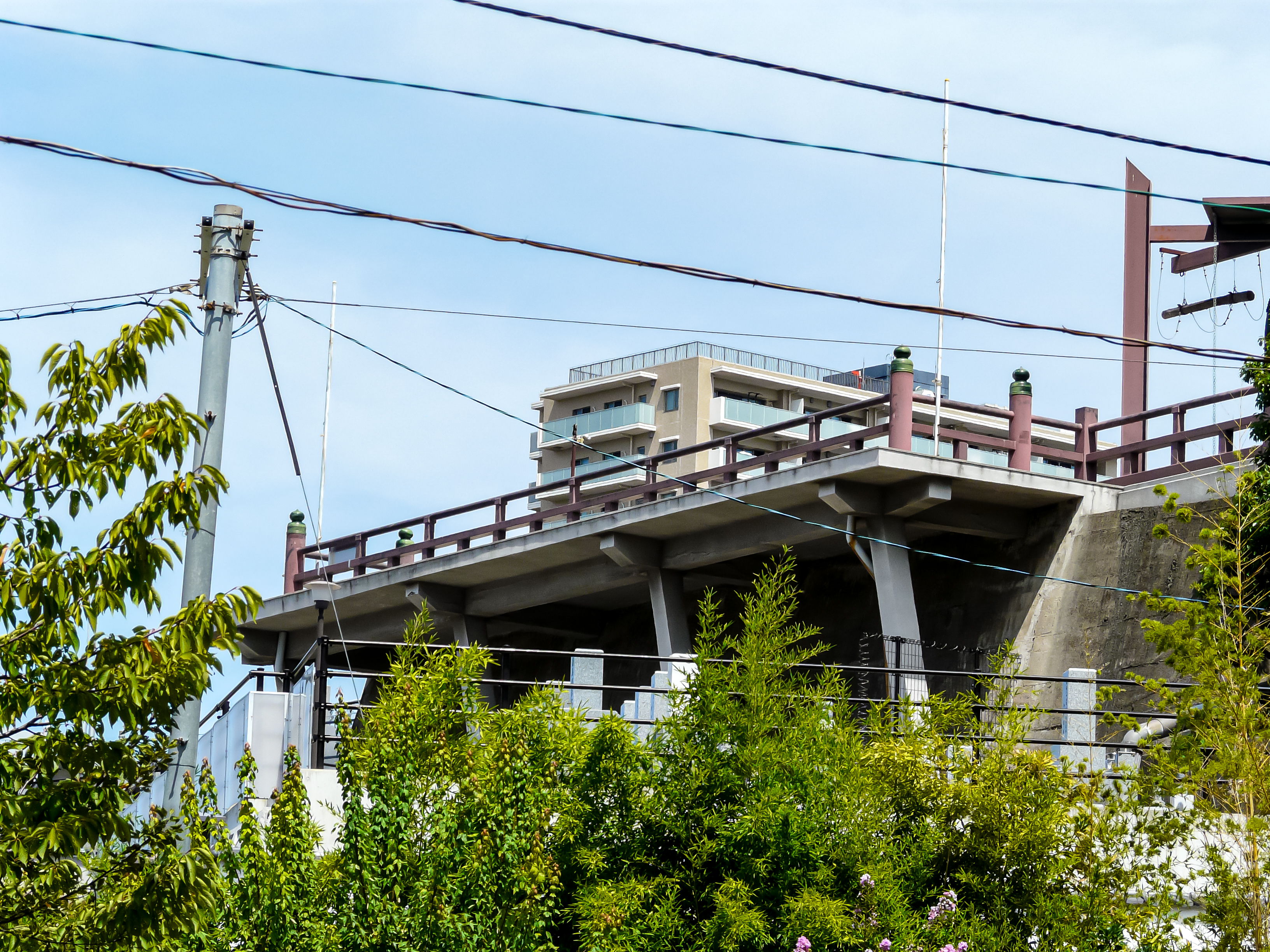
清水寺舞台全景
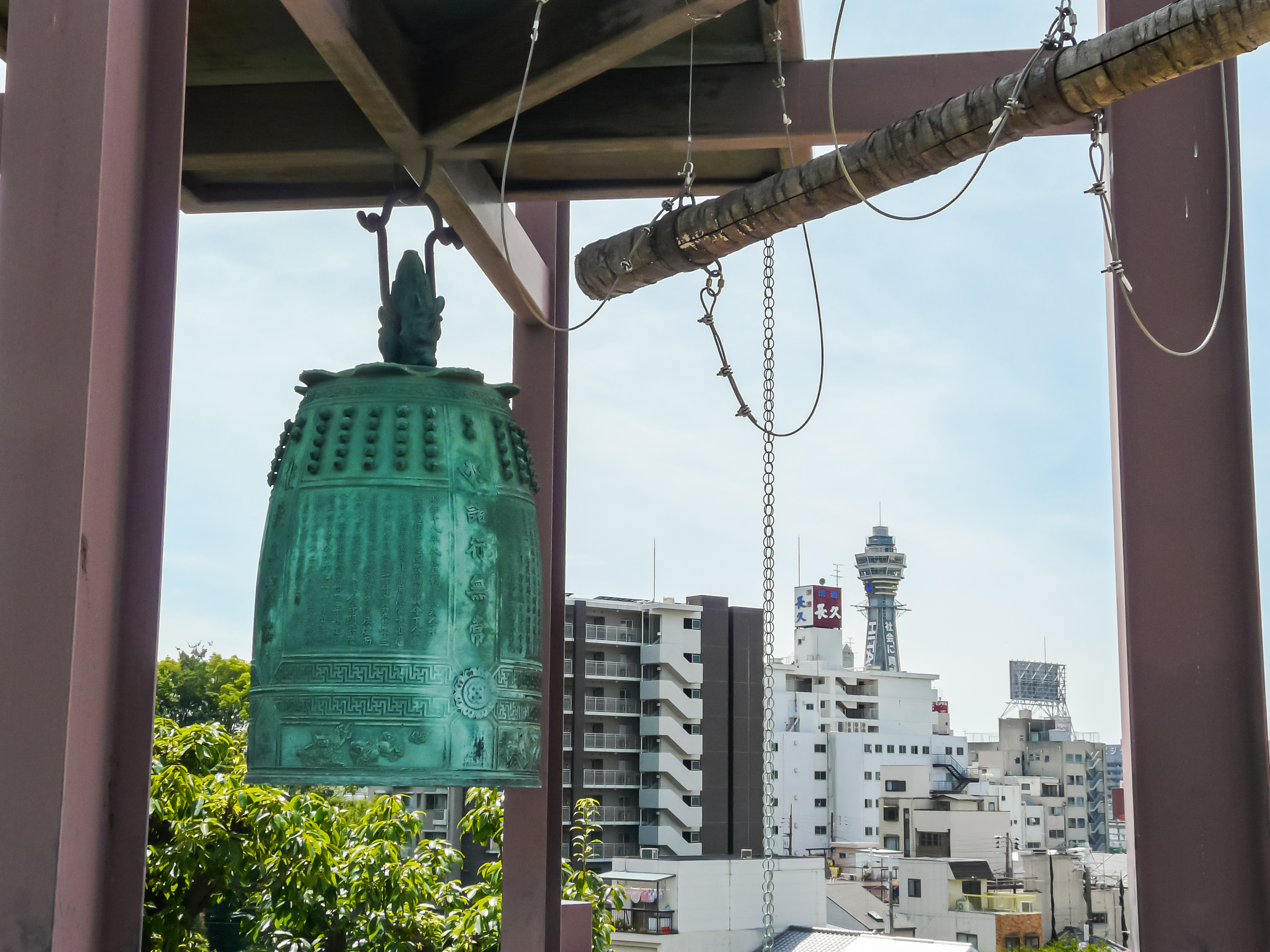
平和の鐘

## 年中行事
- 1月1日 13時 初護摩
- 2月1日 - 2月2日 風邪除け風天尊祭
- 3月彼岸 中日回向
- 5月28日 不動尊 春の大祭
- 8月13日 盂蘭盆墓供養供
- 8月24日 地蔵盆供
- 9月彼岸 中日回向
- 11月28日 不動尊 秋の大祭
- 毎月行事
  - 21日 先祖回向日（午前中）
  - 28日 不動尊祈祷日（10時30分・15時30分）

## 御詠歌
たふとしや 大江のきしの かんぜおん たきもたまでの なにかがやきて

## 前後の札所
新西国三十三箇所
1 四天王寺　-　客番 清水寺　-　2 太融寺
近畿三十六不動尊霊場
1 四天王寺亀井堂　-　2 清水寺玉出の滝　-　3 法楽寺本堂
摂津国八十八箇所
25 四天王寺　-　26 清水寺　-　27 高野寺
大坂三十三所観音めぐり
24 四天王寺万燈院　-　25 清水寺　-　26 心光寺

## 所在地
- 大阪府大阪市天王寺区伶人町5-8

## アクセス
- 大阪メトロ谷町線 四天王寺前夕陽ヶ丘駅より徒歩約9分。